# Austis
Austis (en sard, Austis) és un municipi italià, dins de la província de Nuoro. L'any 2007 tenia 959 habitants. Es troba a la regió de Barbagia di Ollolai Limita amb els municipis de Neoneli (OR), Nughedu Santa Vittoria (OR), Olzai, Ortueri, Sorgono, Teti, Tiana.

## Administració
| Període | Identitat            | Partit        |
| ------- | -------------------- | ------------- |
| 2006-   | Lucia Chessa Galisai | Llista Cívica |